# Граф де Медельин

Герб муниципалитета Медельин, провинция Бадахос, автономное сообщество Эстремадура

Граф де Медельин — испанский дворянский титул. Создан в 1456 году королем Кастилии Хуаном II для Родриго Портокарреро и Монроя из дома Портокарреро. Ранее, 8 декабря 1429 года, титул графа де Медельин был предоставлен Понсе де Леону и Аро, 5-му сеньору де Марчена, который в 1431 году также получил титул графа де Аркос.
Название графского титула происходит от названия муниципалитета Медельин, провинция Бадахос, автономное сообщество Эстремадура.

## Список графов де Медельин

### Дом Портокарреро
- 1456—1467: Родриго Портокарреро и Монрой (? — ок. 1467), 1-й граф де Медельин
- 1467 — ?: Хуан Портокарреро, 2-й граф де Медельин, сын предыдущего и Беатрис Пачеко, сеньоры де Вильярехо-де-Фуэнтес (? — 1490)
- ? — ?: Хуан Портокарреро, 3-й граф де Медельин
- ? — ?: Родриго Херонимо Портокарреро и Осорио (?-?), 4-й граф де Медельин, сын предыдущего и Марии Осорио Портокарреро
- ? — ?: Педро Портокарреро и Кордова, 5-й граф де Медельин, сын предыдущего и Хуаны Фернандес де Кордовы «Хуаны Пачеко»
- ? — ?: Луис Портокарреро де Кордова и Арагон, 6-й граф де Медельин, старший сын предыдущего и Анны де Кордовы и Арагон
- ? — ?: Хуан Портокарреро де Кордова и Арагон (?-?), 7-й граф де Медельин, младший брат предыдущего
- ? — 1662: Педро Портокарреро и Арагон (?-1662), 8-й граф де Медельин, младший брат предыдущего
- 1662—1704: Педро Дамиан Портокарреро Менесес Норонья (?-1704), 9-й граф де Медельин, сын предыдущего и Марии Беатрис де Менесес и Нороньи, 3-й герцогини де Каминья (1615—1668)
- 1704—1705: Луиса Фелисиана Портокарреро (ок. 1640—1705), 10-я графиня де Медельин, сестра предыдущего.

### Дом Монкада
- 1705—1720: Гильен Рамон де Монкада и Портокарреро, 6-й маркиз де Айтона (1671—1727), 11-й граф де Медельин, сын Мигеля Франсиско де Монкады и Сильвы, 5-го маркиза де Айтона (1652—1674), и Луизы Фелисианы Портокарреро, 10-й графини де Медельин (ок. 1640—1705)

### Дом Бенавидес
- 1720—1748: Мануэль де Бенавидес и Арагон, 12-й граф де Медельин, 1-й герцог де Сантистебан-дель-Пуэрто (1683—1748), сын Франсиско де Бенавидес Давилы и Корельи, 9-го графа де Сантистебан-дель-Пуэрто (1645—1716), и Франсиски Хосефы де Арагон Фернандес де Кордовы и Сандоваль (1647—1697)
- 1748—1782: Антонио де Бенавидес и де ла Куэва, 13-й граф де Медельин, 2-й герцог де Сантистебан-дель-Пуэрто и 10-й граф дель-Кастельяр (1714—1782), сын предыдущего и Анна Каталины де ла Куэва и Ариас де Сааведры, 9-й графини дель-Кастельяр (1684—1752)
- 1782—1805: Хоакина Мария де Бенавидес и Пачеко, 14-я графиня де Медельин, 3-я герцогиня де Сантистебан-дель-Пуэрто (1746—1805), старшая дочь предыдущего и Марии де ла Портерии Пачеко Тельес-Хирон (1731—1754).

### Дом Мединасели
- 1805—1840: Луис Хоакин Фернандес де Кордова и Бенавидес, 14-й герцог де Мединасели (1780—1840), 15-й граф де Медельин, старший сын Луиса Марии Фернандесе де Кордовы и Гонзаги, 13-го герцога де Мединасели (1749—1806), и Хоакины Марии де Бенавидес и Пачеко, 3-й герцогини де Сантистебан-дель-Пуэрто (1746—1805)
- 1840—1873: Луис Томас Фернандес де Кордова и Понсе де Леон, 15-й герцог де Мединасели (1813—1873), 16-й граф де Медельин, старший сын предыдущего и Марии де ла Консепсьон Понсе де Леон и Карвахаль (1783—1856)
- 1873—1879: Луис Мария Фернандес де Кордова и Перес де Баррадас, 16-й герцог де Мединасели (1851—1879), 17-й граф де Медельин, старший сын предыдущего и Анхелы Аполонии Перес де Баррадас и Бернуй, 1-й герцогини де Дения и Тарифа (1827—1903)
- 1879—1956: Луис Хесус Фернандес де Кордова и Салаберт, 17-й герцог де Мединасели (1880—1956), 18-й граф де Медельин, единственный сын предыдущего от второго брака с Касильдой Ремигией де Салаберт и Артеага, 9-й маркизой де ла Торресилья (1858—1936)
- 1956—2013: Виктория Евгения Фернандес де Кордова и Фернандес де Энестроса, 18-я герцогиня де Мединасели (1913—2013), 19-я графиня де Медельин, старшая дочь предыдущего от первого брака с Анной Марией Фернандес де Энестроса и Гайосо де лос Кобос (1879—1938).

### Дом Гогенлоэ-Лангенбург
- 2013-2016: Марко де Гогенлоэ-Лангенбург и Медина, 19-й герцог де Мединасели, внук 18-й герцогини де Мединасели

- 2018-н.в.: Виктория Елизавета де Гогенлоэ-Лангенбург и Шмидт-Полекс, 20-я герцогиня де Мединасели (род. 1997), 20-я графиня де Медельин, дочь принца Марко Гогенлоэ-Лангенбурга, 19-го герцога де Мединасели (1962—2016), и Сандры Шмидт-Полекс (род. 1968), внучка принца Макса фон Гогенлоэ-Лангенбурга (1931—1994), и Анны Луизы де Медина и Фернандес де Кордовы, 13-й маркизы де Наваэрмоса и 9-й графини де Офалия (1940—2012), единственной дочери Виктории Евгении Фернандес де Кордовы, 18-й герцогини де Мединасели (1917—2013).